# Suna Korat
Suna Korat (en algunes fonts Suna Korad, Istanbul, 1936 - 19 de març de 2003) fou una cantant d'òpera soprano i pianista turca. Va ser Devlet Sanatçısı (Artista de l'Estat) de Turquia.
Després de jubilar-se de l'Òpera i Ballet Estatal d'Istanbul el 1996, va treballar com a directora i professora del Departament de l'Òpera a la Universitat de Bilkent a Ankara. Va ser nomenada "Artista de l'Estat" de Turquia l'any 1981.
 Una acadèmia de música i belles arts establerta el 2005 a Ankara porta el seu nom.
El 1966 va cantar Gilda de Rigoletto al Gran Teatre del Liceu de Barcelona i va sorprendre per la qualitat de la seva veu fresca.